# François le Champi
François le Champi è un romanzo breve di George Sand, pubblicato nel 1848. È uno dei suoi romanzi chiamati "romanzi campestri", scritti principalmente negli anni 1840-1850, e che evocano la vita contadina.

## Storia editoriale
L'opera apparve per la prima volta a puntate sul Journal des débats nel 1848. Il romanzo fu poi pubblicato lo stesso anno in volume a Bruxelles, da Méline, Cans et Cie. In Francia sarà edita in volume due anni dopo, dall'editore A. Cadot. Nel frattempo, George Sand firma un adattamento teatrale del romanzo rappresentato al Théâtre de l'Odéon nel novembre 1849..

## Trama
George Sand fa precedere il romanzo da una prefazione in forma di dialogo, in cui chiarisce la sua estetica di una scrittura "naturale" e spontanea. In questa sede afferma che ha sentito la storia durante una veglia contadina.
La trama del romanzo si svolge in Francia, nei pressi di una località immaginaria chiamata Cormouer. Il piccolo François è uno "champi": cioè un bimbo abbandonato nei campi. È un bambino un po' semplice che vive con la sua madre adottiva, la vecchia Zabelle. Gli champi hanno una cattiva reputazione: si dice che siano pigri e ladri. La proprietaria del loro piccolo podere, la madre del mugnaio Cadet Blanchet, disprezza gli champi e spinge Zabelle a spedirlo all'ospizio. Mentre stanno per partire, François sviene. Madeleine, la moglie del mugnaio, commossa dalla scena, offre a Zabelle di prendersi cura segretamente del ragazzo.
Alleva il ragazzo con tenerezza e, crescendo, François si innamora di Madeleine. Per diversi anni sarà educato da questa giovane signorina Cadet. Molti anni dopo, François, ormai adulto, instaura una relazione romantica con Madeleine.

## Analisi
Il romanzo si svolge a Cormouer, località immaginaria il cui nome evoca quello del "cormier", nome locale per il sorbo. Gli accademici che studiano il romanzo e le sue bozze hanno dimostrato che George Sand faceva affidamento sui dettagli geografici della sua regione e collocava il luogo dell'azione vicino al corso del Vauvre, a una decina di chilometri a nord-ovest del comune di La Châtre, nella regione del Centro.
Il romanzo ha spesso sconvolto per via della relazione prima materna, poi romantica che lega François a Madeleine, una relazione quasi incestuosa.

## Riferimenti in letteratura
François le Champi è menzionato da Marcel Proust in Dalla parte di Swann, libro che la madre del narratore gli lesse quando era bambino. Il romanzo è ancora menzionato in Il tempo ritrovato mentre l'autore si trovava nella biblioteca del palazzo Guermantes in attesa di essere ammesso a un ricevimento.

## Opere derivate

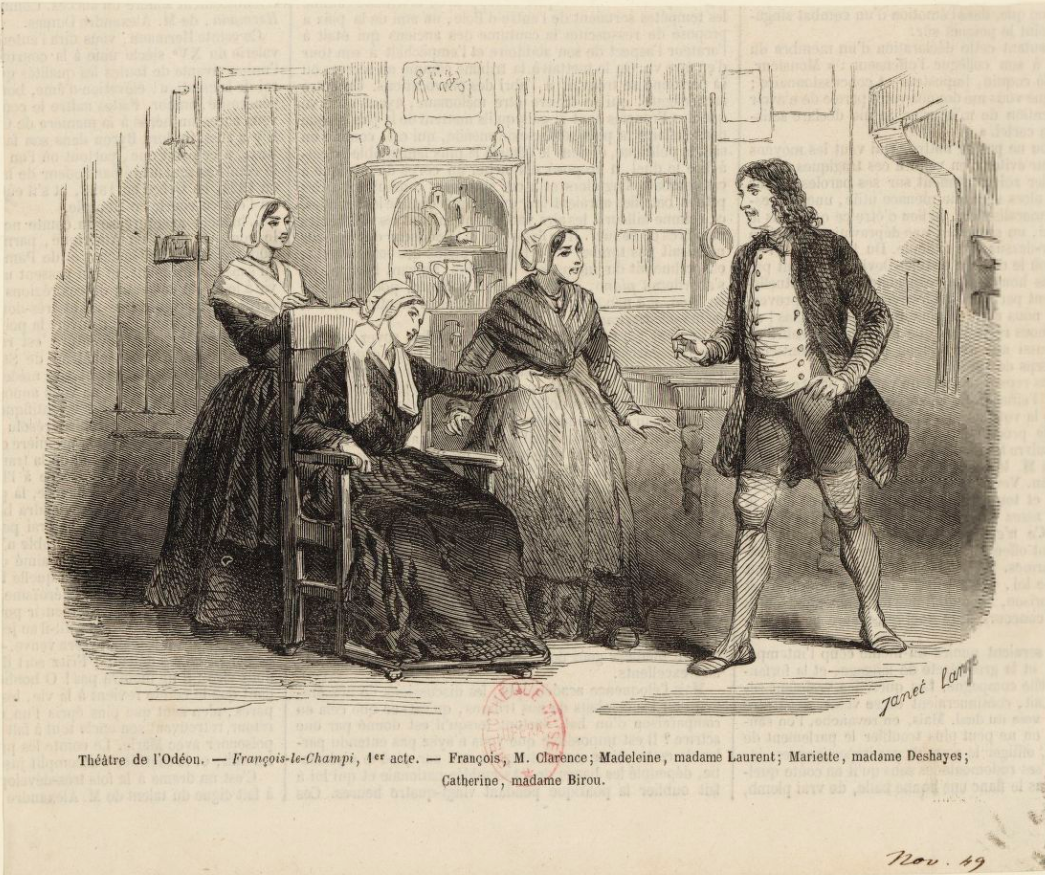
Stampa di Janet-Lange che mostra una rappresentazione dell'opera teatrale François le Champi nel 1849.

Oltre alla trasposizione teatrale della stessa George Sand, si conoscono altri adattamenti di quest'opera:
In musica
Il compositore Joseph Jacques Augustin Ancessy compose nel 1849 un'opera per pianoforte intitolata François le Champi, quadrille berrichon.
In televisione
Nel 1976 è andato in onda François le Champi, film per la TV francese di Lazare Iglesis, con Marie Dubois, Patrick Raynal e Paul Le Person.

## Edizioni in italiano
- George Sand, Francesco il trovatello, Edizioni Paoline, Catania, 1967.
- George Sand; Romanzi rusticani: Lo stagno del diavolo, La piccola Fadette, François le Champi, introduzione di Daniela Dalla Valle; traduzione di Maria Barbano, UTET, Torino, 1981.
- George Sand, Lo stagno del diavolo; La piccola Fadette; Francois le Champi, introduzione di Daniela Dalla Valle; traduzione di Maria Barbano, TEA, Milano, 1992.
- George Sand, Francesco il trovatello, a cura di Chistine Callet; confronti con Ippolito Nievo, Cesare Pavese; Thema, Bologna, 1996.
- George Sand, François le Champi, traduzione e cura di Cinzia Bigliosi, Feltrinelli, Milano, 2010.